# Diverticolo esofageo

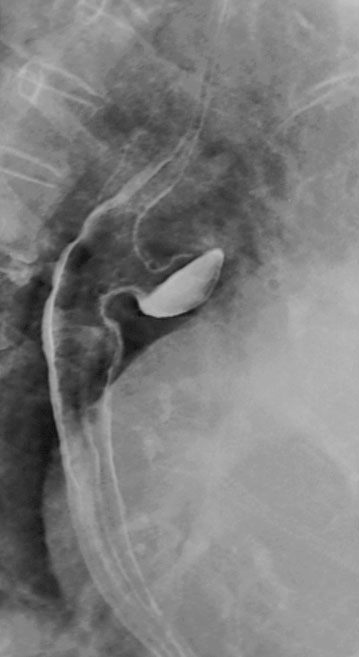
Un diverticolo esofageo

I  diverticoli esofagei   sono delle formazioni cave e sacciformi della mucosa dell'esofago in comunicazione col lume dell'organo. Essi possono essere congeniti o acquisiti. Solitamente i congeniti sono diverticoli veri (formati da tutte le tonache della parete) altrimenti la maggior parte di quelli acquisiti sono pseudo diverticoli (protrusione solo di mucosa e sottomucosa, attraverso zone di minore resistenza muscolare).

## Tipologia
- Diverticoli di tipo congenito:  da alterato sviluppo esofageo
- Pseudodiverticoli: singoli o multipli, conseguenza della dilatazione delle ghiandole racemose della sottomucosa, sono confinati nello spessore della parete (l'etilismo e l'acalasia sono predisponenti)
- Diverticoli propriamente detti: da pulsione e da trazione(definito anche medio-esofageo)[1].
  - Da pulsione sono tipicamente “faringoesofagei” (diverticolo di Zenker) ed “epifrenici” (causati dalle discinesie come l'acalasia per aumentata pressione endoluminale).
  - Da trazione per lo più “medio toracici” (costituiti da tutte le tonache della parete) secondari ad aderenze fibrose conseguenti ad adenopatie cicatriziali (es. di tipo tubercolare) o congeniti.

## Diagnosi
La diagnosi strumentale viene solitamente posta con una fluoroscopia dell'esofago, ovvero con una sequenza di immagini radiografiche eseguite dopo l'ingestione da parte del paziente del cosiddetto "pasto baritato" (mezzo di contrasto), ossia una bevanda semiliquida inerte e non tossica contenente solfato di bario (che è radio-opaco, ossia appare chiaro sulla lastra radiografica sviluppata). Per evidenziare meglio i diverticoli può essere utilizzato un "doppio contrasto", ossia pasto baritato + aria che distende il viscere, e meglio evidenzia eventuali irregolarità macroscopiche della mucosa. 
L'aria viene prodotta facendo ingerire al paziente del bicarbonato di sodio, che reagisce con l'acido gastrico (o con acido citrico eventualmente somministrato in concomitanza), formando gas che risalgono in esofago e distendono le pareti dell'organo.

## Sintomatologia
Spesso risultano asintomatici, anche in casi di diverticoli di grandi dimensioni. In alcuni casi, invece, si manifestano disfagia e sintomi di gravità variabile correlabili a discinesie esofagee.

## Eziologia
Le cause possono essere "da pulsione" o "da trazione"; le prime derivano solitamente da un indebolimento della tenuta muscolare della mucosa esofagea (e non a caso si manifestano di frequente all'altezza del cosiddetto Triangolo di Killian, area di relativa debolezza degli strati muscolari circostanti), e sono causate da anomalie motorie a livello dell'esofago (a loro volta dovute quasi esclusivamente ad anomalie congenite dell'individuo). 
Nel caso dei diverticoli da trazione, solitamente medio-esofagei od epifrenici, l'etiologia è solitamente conseguenza di aderenze ab estrinseco, a medio-lungo termine, sulla parete esofagea (conseguenza, a volte, di pregresse broncopolmoniti o processi flogistici polmonari).

## Terapia
Il trattamento dei diverticoli solitamente non si rende necessario, conferendo un'ottima prognosi anche rispetto ad altre patologie simili. Solo per alcuni determinati casi (come ad esempio un diverticolo di notevoli dimensioni, con sintomatologia invalidante) è da valutare l'opportunità di un'asportazione (resezione) chirurgica.